# Хоропуть
Хоропуть — река в Белоруссии, протекает по территории Добрушского района Гомельской области, левый приток реки Ипуть. Длина реки — 45 км, площадь водосборного бассейна — 528 км², средний расход в устье 2,06 м³/с, средний наклон водной поверхности 0,8 ‰.
Название реки происходит от иранского xarapant — «текущая дорога».
Река берёт начало из сети мелиорационных каналов севернее деревни Красный Партизан непосредственно на границе с Россией. Исток находится на водоразделе Сожа и Десны. Генеральное направление течения — северо-запад и запад.
Река течет по Гомельскому Полесью. Долина трапециевидная, в устье сливается с долиной Ипути. Пойма преимущественно луговая. Русло канализировано на всем протяжении, ширина его 2 — 3 м в верховье, в устье до 12 м. Берега крутые, высотой до 1,2 м. Принимает сток из мелиоративных каналов. Приток — Чечёра (левый), принимает также сток из мелиоративных каналов. Берега почти на всём протяжении безлесые. Хоропуть протекает сёла и деревни Слобода, Огородня-Кузьминичская, Корма, Селище-1, Зайцев, Селище-2, Рассвет.
Впадает в Ипуть на юго-западных окраинах города Добруш.